# Kustö sund
Kustö sund (finska: Kuusistonsalmi) är ett sund i Finland. Det ligger i landskapet Egentliga Finland, i den sydvästra delen av landet, 140 km väster om huvudstaden Helsingfors.
Kustö sund ligger mellan Kustö i söder och fastlandet i norr. Det ansluter till Lemofjärden i väster och Pikisviken i öster. Regionalväg 180 passerar på en bro över sundet.